# Acrocercops helicomitra
Acrocercops helicomitra là một loài bướm đêm thuộc họ Gracillariidae. Loài này có ở Brasil. Nó được miêu tả bởi Edward Meyrick năm 1924. Ấu trùng ăn Gossypium herbaceum.